# St. Petersburg Open 2003
Il St. Petersburg Open 2003 è stato un torneo di tennis giocato sul cemento indoor. È stata la 9ª edizione del St. Petersburg Open, che fa parte della categoria International Series 
nell'ambito dell'ATP Tour 2003. Il torneo si è giocato al Petersburg Sports and Concert Complex di San Pietroburgo in Russia, dal 20 al 26 ottobre 2003.

## Campioni

### Singolare
Gustavo Kuerten ha battuto in finale  Sargis Sargsian con il punteggio di 6–4, 6–3

### Doppio
Julian Knowle /  Nenad Zimonjić hanno battuto in finale  Michael Kohlmann /  Rainer Schüttler con il punteggio di 7–6(1), 6–3